# NGC 2327
NGC 2327 (również CED 89B) – mgławica refleksyjna znajdująca się w konstelacji Wielkiego Psa. Została odkryta 31 stycznia 1785 roku przez Williama Herschela.

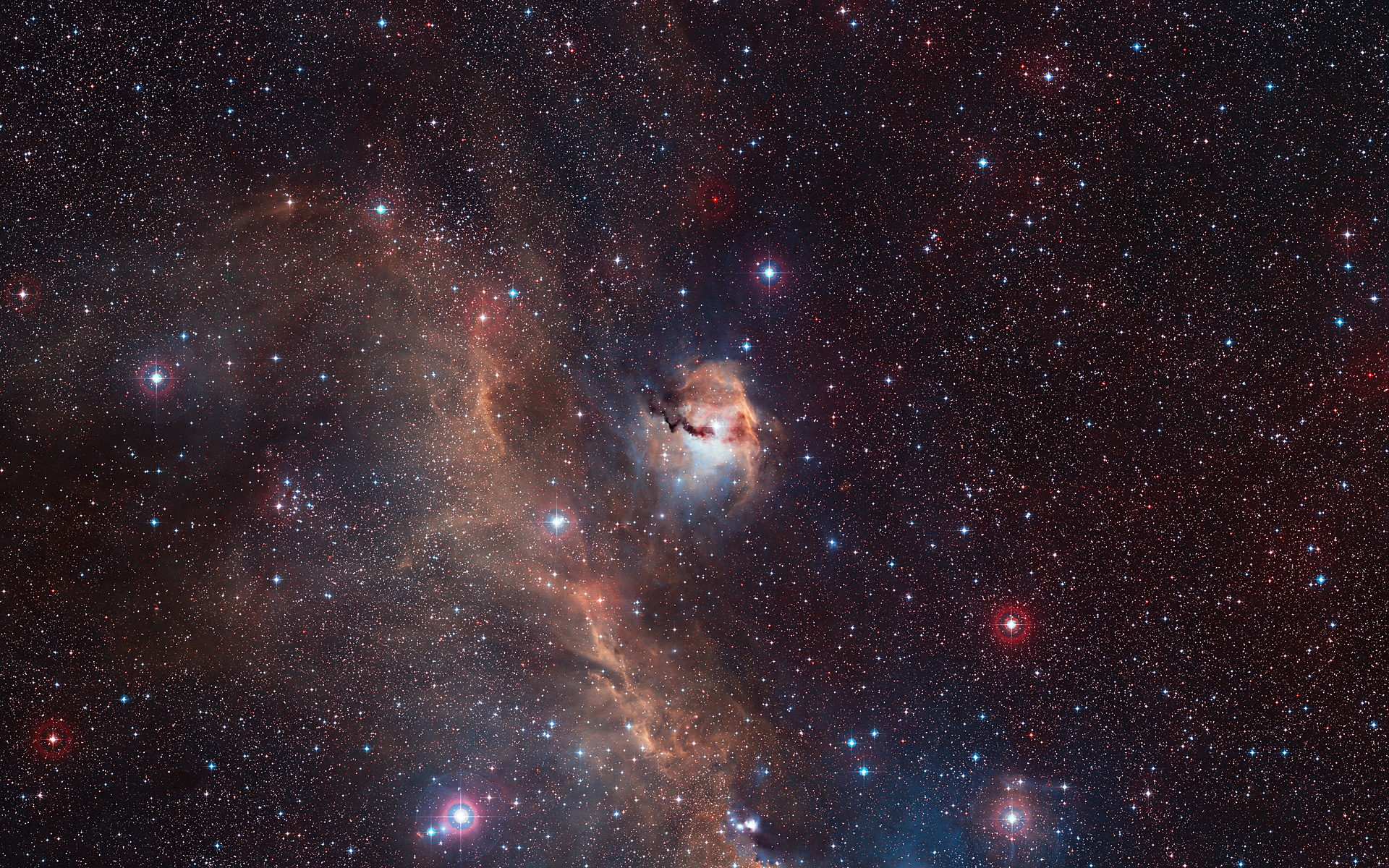
Mgławica Mewa. NGC 2327 to niewielka mgławica na przedniej krawędzi „skrzydła”, blisko dolnej krawędzi zdjęcia

Mgławica ta znajduje się na przedniej krawędzi prawego „skrzydła” dużo większego kompleksu mgławicowego, zwanego popularnie Mgławicą Mewa, którego jednak, mimo jego wielkich rozmiarów, Herschel nie był w stanie dostrzec przez swój teleskop.
Wiele źródeł popularnonaukowych (np. serwis APOD) za NGC 2327 błędnie uznaje mgławicę IC 2177 stanowiącą niejako „głowę” Mgławicy Mewa, a odkrytą dopiero w 1898 roku przez Isaaca Robertsa.